# Bloc (tabelul periodic al elementelor)

În tabelul periodic al elementelor, un bloc este o familie de grupe adiacente. Elementele reunite într-un bloc se caracterizează prin același tip de orbital atomic, care dă și numele blocului. Elementele descoperite sau sintetizate până în prezent (cu număr atomic maxim 118) sunt conținute în blocul s, blocul p, blocul d și blocul f. Pentru a acomoda elemente (deocamdată ipotetice) cu numere atomice mai mari trebuie introdus blocul g.